# Smyrna (Delaware)
Smyrna város az USA Delaware államában, Kent és New Castle megyében. Lakosainak száma 12 883 fő (2020).

## Népesség
A település népességének változása:

| 2010 | 10 023 |
| 2020 | 12 883 |